# Lac glaciaire Iroquois

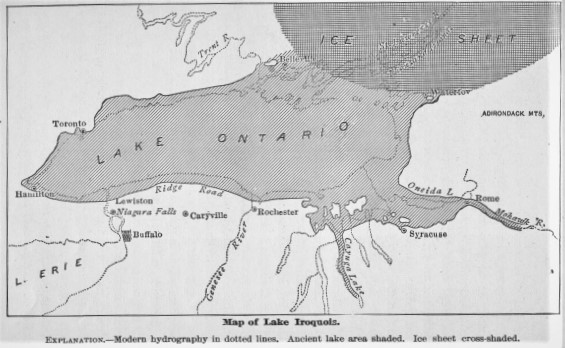
Représentation des limites supposées de l'ancien lac glaciaire Iroquois sur une carte du XIXe siècle.

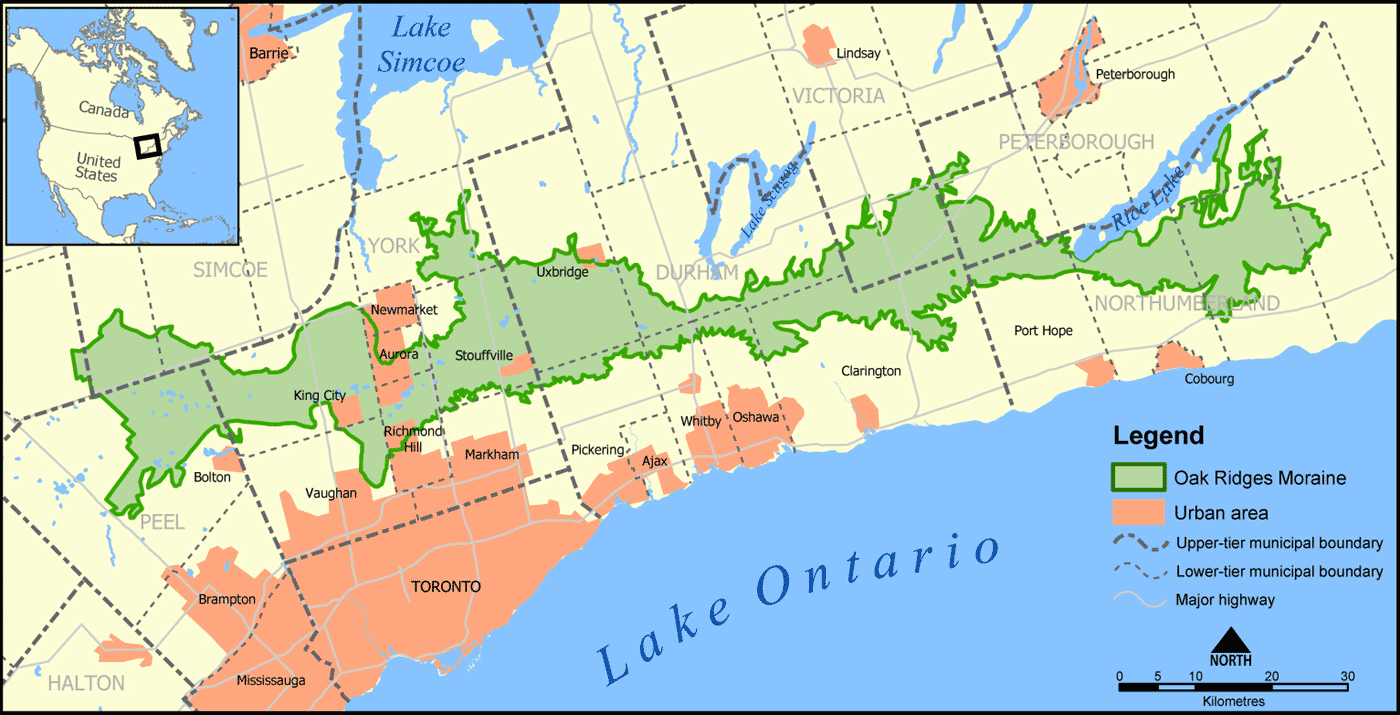
Moraine d'Oak Ridges des anciennes rives du lac glaciaire Iroquois.

Le lac glaciaire Iroquois est un ancien lac proglaciaire qui occupait à la fin de la dernière glaciation la zone du lac Ontario en s'étendant au-delà des limites actuelles de ce lac tant au Canada que sur le territoire actuel des États-Unis. 
Lors de la dernière glaciation dite de Wisconsin, une immense calotte glaciaire, l’inlandsis laurentidien, recouvrait une bonne partie du continent nord-américain, notamment la région des Grands Lacs. Les glaces de cet Inlandsis en se retirant à la suite du réchauffement planétaire intervenu il y a environ 12 000 ans  laisseront place derrière elles dans l'actuelle vallée du fleuve Saint-Laurent à une vaste mer intérieure, la mer de Champlain et au lac glaciaire Iroquois. 
Pendant le recul définitif de l'inlandsis laurentidien, la glace a obstrué la vallée du fleuve Saint-Laurent ; les eaux de fonte ont alors inondé le bassin du lac Ontario pour former le Lac glaciaire Iroquois. 
Le niveau du lac glaciaire iroquois était plus haut de trente mètres.
Les rivages de ce lac glaciaire ont laissé des  traces géologiques telles que la moraine d'Oak Ridges ainsi que le long escarpement constitué de hautes falaises atteignant jusqu'à 65 mètres de hauteur, les falaises de Scarborough. 
De larges barres de sable et de gravier ont été déposées dans les vallées des rivières alimentant le lac actuel. L'archipel des Mille-Îles est le résultat de ces obstructions lors de la fonte du glacier. 
Le lac glaciaire Iroquois avait notamment comme émissaire un large cours d'eau qui s'écoulait près de la ville de Rome dans l'État de New York où il se jetait dans la rivière rivière Mohawk, affluent du fleuve Hudson, pour se vider vers l'océan Atlantique.

## Sources
1. ↑  Environnement Canada - Portrait de la biodiversité du Saint-Laurent